# 山口県道62号山口旭線
山口県道62号山口旭線（やまぐちけんどう62ごう やまぐちあさひせん）は、山口県山口市から萩市に至る県道（主要地方道）である。

## 概要
山口県道204号宮野大歳線（旧国道9号・国道262号）から分かれ、山口赤十字病院・瑠璃光寺・香山公園のそばを通り、一の坂川沿いに北上する。一の坂ダム上流からカーブの多い山道になり、もっとも高い所には県の施設である森林学習展示館や21世紀の森公園などがあった。最高地点（板堂峠 標高511メートル）を過ぎると市の境があり萩市となる。萩市に入ると長瀬川沿いに道が進み、国道262号へ繋がる。並行する国道9号・国道262号をショートカットする道であるが、峠越え区間を中心に幅員の狭い区間が多い。
この道は萩往還沿いにあるため、沿線にはその遺構を見ることが出来る。

### 路線データ
- 起点：山口市下竪小路（竪小路交差点、山口県道204号宮野大歳線交点）
- 終点：萩市佐々並（日南瀬交差点、国道262号・山口県道359号大下日南瀬線交点）

## 歴史
- 1993年（平成5年）5月11日 - 建設省から、県道山口旭線が山口旭線として主要地方道に指定される[3]。

## 地理

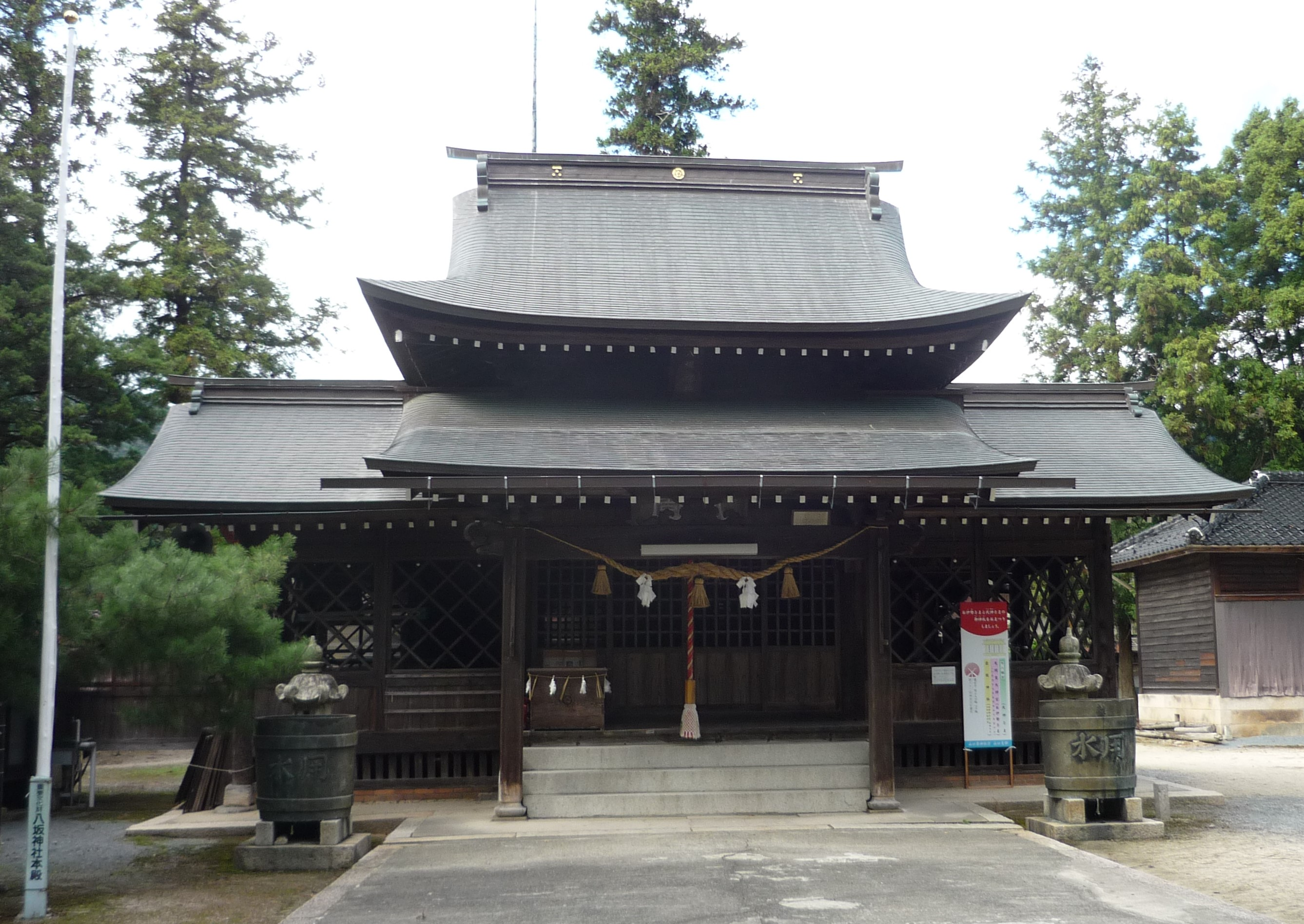
八坂神社（山口市上竪小路）

### 通過する自治体
- 山口市
- 萩市

### 交差する道路
- 山口県道204号宮野大歳線（山口市下竪小路・竪小路交差点、終点）
- 国道9号（山口市上竪小路・上竪小路交差点）
- 山口県道202号香山園公園線（山口市香山町）
- 国道262号（山口県道10号山口福栄須佐線 重複）・山口県道359号大下日南瀬線（萩市佐々並・日南瀬交差点、終点）

### 沿線にある施設など
- 八坂神社（地図 - Google マップ）[4]